# Jörg Mittelsten Scheid
Jörg Mittelsten Scheid (* 7. Mai 1936 in Wuppertal) ist ein deutscher Unternehmer. Er leitete von 1969 bis 2005 den Vorwerk-Konzern. Mittelsten Scheid war zudem Vizepräsident des Deutschen Industrie- und Handelskammertages, Präsident von Eurochambres (Dachverband der europäischen Kammerorganisationen) und Mitglied der Enterprise Policy Group der Europäischen Kommission. In seiner Heimatstadt betätigt er sich als Mäzen.

## Herkunft, Schule und Hochschulausbildung
Jörg Mittelsten Scheid ist ein Sohn von Werner Mittelsten Scheid (* 26. April 1904; † 16. September 1953). Nach der Trennung seiner Eltern zog Jörg Mittelsten Scheid mit seiner Mutter nach Bayern und besuchte das Landheim Schondorf, ein Internat am Ammersee.
Anschließend studierte er Rechtswissenschaften an den Universitäten München, Innsbruck, Genf, Oxford und Würzburg. Erstes und zweites Staatsexamen folgten. Für seine Promotion verbrachte er ein Jahr zu Forschungszwecken in Indien. Seine 1970 veröffentlichte Dissertation befasst sich mit der Teilung Indiens. Nach der Promotion, die er mit summa cum laude abschloss, strebte der Staats- und Völkerrechtler eine Habilitation an und hielt als Assistent Vorlesungen.

## Leiter von Vorwerk

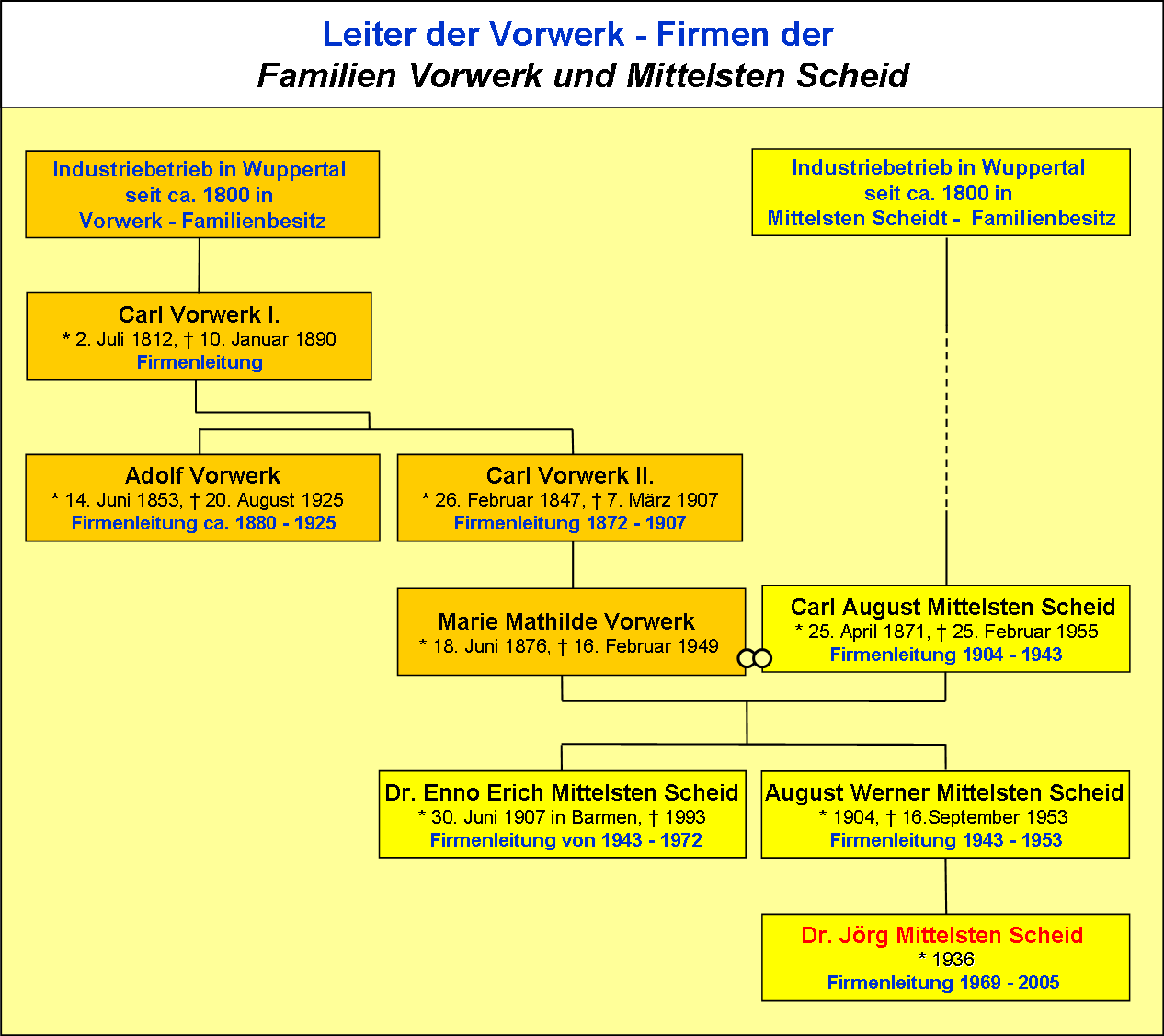
Leiter der Vorwerk-Firmen

Jörg Mittelsten Scheid brach seine wissenschaftliche Karriere 1966 ab. Er folgte stattdessen einer Bitte seines Onkels Erich Mittelsten Scheid und trat als Urenkel des Firmengründers Carl Vorwerk in das Wuppertaler Unternehmen Vorwerk & Co. KG ein. 1969 übernahm er die Führung des Unternehmens als persönlich haftender Gesellschafter.
Unter seiner bis Ende 2005 andauernden Leitung entwickelte sich Vorwerk „von einem produktionsorientierten Mittelständler zu einer weltweit tätigen Dienstleistungs- und Handelsgruppe“. Als Säulen des Erfolges gelten insbesondere die anfänglich vollzogene Reduktion der Produktanzahl ohne Umsatzverluste, die Konzentration auf den Direktvertrieb und die Internationalisierung des Unternehmens. Der Umsatz von Vorwerk lag 1966 bei 315 Mio. DM, im Geschäftsjahr 2005 erreichte der Konzernumsatz 2,2 Mrd. Euro. Zu den Wegmarken der Unternehmensentwicklung zählten 1974 die Gründung der Hygienic Service Gebäudereinigung und Umweltpflege GmbH (später HECTAS genannt), 2001 die Übernahme der Lux Asia Pacific (Direktvertriebsorganisation von Electrolux) und 2004 die Übernahme von Jafra Cosmetics.
Anfang 2006 wechselte Jörg Mittelsten Scheid an die Spitze des Beirates der Vorwerk & Co. KG und amtierte in dieser Funktion bis Ende 2012. Seither gehört er dem Beirat als Ehrenvorsitzender an. Firmenintern wird er auch als „Dr. Jörg“ bezeichnet.

## Verbands- und Beratungstätigkeiten
- Jörg Mittelsten Scheid amtierte von 1985 bis 1997 als Präsident der Industrie- und Handelskammer Wuppertal-Solingen-Remscheid. Seit 1997 ist er Ehrenpräsident dieser Kammer.[18]
- Von 1988 bis 2001 war er Vizepräsident des Deutschen Industrie- und Handelskammertages.[19]
- Von 1990 bis 1991 zählte er zu den Mitgliedern der Steuerreformkommission der deutschen Bundesregierung.[20]
- Von 1993 bis 1997 gehörte er dem Asien-Pazifik-Ausschuss der Deutschen Wirtschaft an.[20]
- 1996 berief ihn die CDU in ihre Kommission zur „Zukunft des Steuersystems“.[21]
- Anfang 1997 wählte ihn die Mitgliederversammlung der IHK-Vereinigung in Nordrhein-Westfalen[22] zum Präsidenten und Vertreter der nordrhein-westfälischen Kammern im Vorstand des Deutschen Industrie- und Handelskammertages.[23] Er übte dieses Amt bis Anfang 2001 aus.[24]
- 1998 wurde Jörg Mittelsten Scheid einstimmig zum Präsidenten von Eurochambres gewählt.[25] Er leitete diesen Dachverband der europäischen Kammerorganisationen bis 2001.[26] Vor seiner Wahl zum Präsidenten war er Vizepräsident dieses Verbands.[27]
- Er war ferner Mitglied der Enterprise Policy Group, dem Mittelstandsbeirat der Europäischen Kommission.[28]

## Werthaltungen, Ehrenämter und Engagement
Jörg Mittelsten Scheid teilte 1995 mit, dass er von der „pietistische(n) Grundhaltung“ seiner Familie geprägt sei und von der „Sozialpflichtigkeit des Kapitals“ ausgehe. Diese Einstellungen hätten Einfluss auf seine ehrenamtlichen Aktivitäten. Zu diesen Tätigkeiten und zu seinem bürgerschaftlichen Engagement zählen:
- Von 1999 bis 2004 gehörte er zum Hochschulrat der Ludwig-Maximilians-Universität München.[30]
- Er ist seit 2006[31] Mitglied der Jury des Deutschen Unternehmerpreises,[32] der unternehmerische Leistungen mittelständischer Unternehmen prämiert.[33]
- Der Wuppertaler Unternehmer und das Institut für Bildungsforschung der Bergischen Universität Wuppertal riefen 2010 die Initiative Lernfreude wecken unter der Schirmherrschaft von Christina Rau ins Leben. Jörg Mittelsten Scheid gehört der Jury an, die Projekte und Konzepte auszeichnet, die an Schulen dazu dienen, Schüler für das Lernen zu begeistern.[34]
- Mit einer Spende finanzierte der Unternehmer das Jörg-Mittelsten-Scheid-Programm der Carl-Duisberg-Gesellschaft. Es diente der Förderung von berufs- oder studienbezogenen Auslandsaufenthalten.[35]
- Er spendete mit seiner Familie die Mittel (3,15 Mio. Euro) zum Bau einer neuen Pinguin-Anlage, die im Zoo Wuppertal im März 2009 eröffnet wurde.[36]
- Jörg Mittelsten Scheid stattet den Internationalen Orgelwettbewerb Wuppertal der Hochschule für Musik und Tanz Köln[37] mit den Geldpreisen aus.[38]
- Er spendete für den Bau des Theaters am Engelsgarten[39] in Wuppertal, der 2014 abgeschlossen wurde.[40]
- 2015 trat er aus der CDU aus, weil die Partei nicht mehr für Leistungsgerechtigkeit stehen würde; damit fühle er sich „unwohl“[41]
- Seinen 80. Geburtstag nahm er 2016 zum Anlass, zusammen mit seiner Familie seiner Heimatstadt eine Spende in Höhe von 1,5 Mio. Euro zukommen zu lassen. Die Mittel gingen an die Bergische Universität Wuppertal (Finanzierung der Dr. Jörg Mittelsten Scheid-Gastprofessur für zehn Jahre), an den Zoo der Stadt (Anschubfinanzierung für den Bau einer neuen Anlage für bedrohte asiatische Tierarten), die Wuppertalbewegung (Neugestaltung des Hackenbergschen Gartens) sowie die Aktion Kindertal (Unterstützung von Wuppertaler Kindern und Jugendlichen aus armen und benachteiligten Familien).[42]
- 2021 spendet er anlässlich seines 85. Geburtstages 500.000 € an die Junior-Uni Wuppertal, um unabhängig des Sozialstandes allen Kindern & Jugendlichen gute Bildungschancen zu ermöglichen.[43]

## Auszeichnungen und Ehrungen
- Seit 1991 ist Jörg Mittelsten Scheid Träger des Bundesverdienstkreuzes Erster Klasse.[44]
- 1995 zeichnete ihn die Bergische Universität Wuppertal mit der Ehrenbürgerwürde aus.[45]
- 1996 erhielt er den Ehrenring der Stadt Wuppertal.[46]
- 1996 erhielt er ebenfalls den Verdienstorden des Landes Nordrhein-Westfalen.[44][47]
- 1998 überreichte ihm Johannes Rau das Große Verdienstkreuz des Verdienstordens der Bundesrepublik Deutschland für seine ordnungs- und europapolitischen Verdienste.[48]
- 1999 zeichnete ihn der Stadtverband der Bürger- und Bezirksvereine Wuppertal mit der Ehrennadel Goldene Schwebebahn aus.[49]
- 1999 verlieh ihm der Fachbereich Wirtschaftswissenschaft der Bergischen Universität Wuppertal die Ehrendoktorwürde.[50]
- Im Dezember 2001 überreichte ihm Oberbürgermeister Hans Kremendahl den Ehrenbürgerbrief der Stadt Wuppertal.[51]
- 2013 zeichnete ihn das Deutsche Institut für Erfindungswesen für seine Innovationsleistungen mit der Rudolf-Diesel-Medaille aus.[52]

## Familie und Vermögen
Am 29. Dezember 1988 heiratete Jörg Mittelsten Scheid Vivica Charlotte Natalie Gräfin zu Stolberg-Wernigerode standesamtlich, die kirchliche Trauung folgte am 27. Mai 1989. Jörg Mittelsten Scheid hat vier Kinder.
Das Vermögen der Familie Mittelsten Scheid wurde im Oktober 2013 im Sonderheft des Manager Magazins „Liste der 500 reichsten Deutschen“ mit 1,4 Milliarden Euro beziffert. Die Familie erreichte damit Platz 87.

## Publikationen (Auswahl)
- Die Teilung Indiens. Zur Zwei-Nationen-Theorie. Verlag Wissenschaft und Politik, Köln 1970;
- Gedanken zum Familienunternehmen, Poeschel, Stuttgart 1985, ISBN 978-3-7910-0385-6.
- Die Unternehmer der Familie Mittelsten Scheid 1764–2004, Vorwerk & Co. KG., Wuppertal 2004;
- Die diversifizierte Familien-Holding: Familienunternehmen wandeln sich – und mit ihnen die Beiräte. In: Christoph Achenbach, Frederik Gottschalck (Hrsg.): Der Beirat im Mittelstand. Erfahrungsberichte aus der Praxis. Fachverlag der Verlagsgruppe Handelsblatt, Düsseldorf 2012, S. 39–48, ISBN 978-3-942543-28-6.
- Pulverfass Pakistan. Eine Gefahr für den globalen Frieden? Nicolaische Verlagsbuchhandlung, Berlin 2013, ISBN 978-3-89479-808-6.
- Vertrauen im Familienunternehmen. Müller + Busmann, Wuppertal 2019, ISBN 978-3-941217-12-6.[56]
- Die verblassende Demokratie. Essays. Frankfurter Allgemeine Buch, Frankfurt 2024, ISBN 978-3-96251-193-7.[57]